# Frase ligada
Frase ligada (phrase liée, en francés) es el nombre que da en 1932 el lingüista suizo Charles Bally a las frases en cuyo interior no se produce ninguna pausa. En este sentido, se opone a la frase segmentada.

## Ejemplos
- El carácter del hijo se parece al del padre.